# Diogo (angolski piłkarz)
Diogo (ur. 20 maja 1969) – angolski piłkarz występujący na pozycji obrońcy lub pomocnika. 

## Kariera klubowa
W swojej karierze Diogo występował między innymi w zespole Primeiro de Maio.

## Kariera reprezentacyjna
W latach 1994–1996 w reprezentacji Angoli Diogo rozegrał 9 spotkań. W 1996 roku został powołany do kadry na Puchar Narodów Afryki, zakończony przez Angolę na fazie grupowej. Zagrał na nim w meczu z Kamerunem (3:3).